# Řecko na Hopmanově poháru
Řecko na Hopmanově poháru poprvé startovalo v roce 2002, kdy zasáhlo pouze do kvalikačního zápasu. Debut v hlavním turnaji odehrálo na Hopman Cupu 2019. 
Řecká účast v roce 2019 byla organizátory ohlášena 15. srpna 2018. V družstvu se objevili mužská světová patnáctka Stefanos Tsitsipas a čtyřicátá první hráčka klasifikace Maria Sakkariová. Řekové skončili v základní skupině těsně druzí za Švýcarskem, které jako jediní zdolali 2–1 na zápasy.

## Tenisté
Tabulka uvádí seznam řeckých tenistů, kteří reprezentovali stát na Hopmanově poháru.
| Jméno              | Celkem | Dvouhra | Čtyřhra | Poprvé | Startů |
| ------------------ | ------ | ------- | ------- | ------ | ------ |
| Stefanos Tsitsipas | 3–3    | 1–2     | 2–1     | 2019   | 1      |
| Eleni Daniilidou   | 0–2    | 0–1     | 0–1     | 2002   | 1      |
| Vasilis Mazarakis  | 0–2    | 0–1     | 0–1     | 2002   | 1      |
| Maria Sakkariová   | 4–2    | 2–1     | 2–1     | 2019   | 1      |

## Výsledky
| Rok  | Fáze soutěže     | Místo konání         | Soupeř         | Výsledek | Stav   |
| ---- | ---------------- | -------------------- | -------------- | -------- | ------ |
| 2002 | kvalifikace      | Burswood Dome, Perth | Itálie         | 0–3      | prohra |
| 2019 | základní skupina | Perth Arena, Perth   | Velká Británie | 1–2      | prohra |
| 2019 | základní skupina | Perth Arena, Perth   | Spojené státy  | 2–1      | výhra  |
| 2019 | základní skupina | Perth Arena, Perth   | Švýcarsko      | 2–1      | výhra  |